# Rock That Body
«Rock That Body» es un sencillo oficial del quinto álbum de Black Eyed Peas, The E.N.D. La canción fue lanzada como cuarto sencillo en Australia y en el Reino Unido. Además fue el quinto y último sencillo en Estados Unidos, después de “Imma Be”.
La canción contiene partes del tema "It Takes Two" del dúo hip hop Rob Base and DJ E-Z Rock.

## Composición
"Rock That Body" es una canción Electro-hop con influencias de sintetizadores de música dance y melodías bailables de 1980. El sencillo muestras partes de la canción de Rob Base y DJ EZ Rock "It Takes Two", haciendo uso de la línea "Necesito Rock en Este Momento" varias veces, así como la ruptura del tambor "Woo! ¡Sí!" la línea. Los Black Eyed Peas usan auto-tune en toda la canción, sobre todo Fergie. La canción es más conocida por los críticos como una pista de las partes robóticas en el álbum. La canción ha sido comparado con ser estilísticamente similar a muchas de Flo-Rida.

## Crítica
Fraser, mediante el blog de la BBC dio a "Rock That Body" tres de cinco estrellas y la llamó "una de las partes banger. "Rock That Body" ha sido muy bien recibida por la crítica de Mike Schiller de PopMatters. Alex Fletcher de Digital Spy dio a la canción una crítica positiva diciendo:. "Tiene un montón de golpes fuertes, sintetizadores que suenan como si hubieran estado llenos de Red Bull y efectos vocales más retorcidos que un MP3 de Akon, que aunque sea una melodía bastante simple, hace bailar y senitirse bien al instante

## Posicionamiento
La canción no fue tan potente como los primeros sencillos, quienes fueron éxitos mundiales. Pero aun así fue un rotundo éxito internacionalmente, sobre todo en la danza. Obtuvo un lugar número #1 en la tabla de Dance Songs de Billboard. Mientras que en los Billboard Hot 100 tuvo el peak del lugar número #9, haciendo que Black Eyed Peas tuviera todos los sencillo de The E.N.D dentro del Top 10 de la lista, los cinco singes concecutivos. Internacionalmente le fue bastante bien, encabeando listas en muchos países, aunque en muy pocos obteniendo números #1.
Aunque en el Airplay, no le haya ido también como canciones anteriores. De hecho, obtuvo el puesto más bajo del grupo desde 2005, con la canción Gone Going. No obstante, fue un gran hit del año 2010.

## Video musical
El videoclip oficial fue dirigido por Rich Lee y se grabó de forma consecutiva con el video de "Imma Be" en enero de 2010.
Tanto el video de "Imma Be" como el de "Rock That Body" se estrenaron el 16 de febrero en el canal de Vevo y Dipdive bajo el nombre de Imma Be Rocking That Body, que es una fusión de los dos videos.
El video comienza con los cuatro miembros del grupo en una sala y Will.i.am presenta una máquina que revolucionará el mundo de la música. Fergie, descontenta con las propuestas, sale del estudio enfadada y monta en su moto, se va y es atropellada por una camioneta. A continuación se ve a Fergie tirada en el suelo vestida con ropas futurísticas y empieza a sonar “Imma Be”. El video es acompañado con bailarines vestidos de robots y robots al estilo Transformers bailando junto a ellos. Luego en la parte cantada por Apl.de.ap se escuchan ritmos de "Rock That Body" y empieza a sonar está música. En este video Black Eyed Peas son unos salvadores del ritmo quienes con sus pistolas disparan a los ciudadanos y les contagian sus ritmos, posteriormente un robot secuestra a Fergie y Will.i.am va a rescatarla, lo logra, y finalmente vencen al robot malo, finalmente Fergie despierta de su sueño, sus compañeros van a ver como esta, y ella solo dice "Tengo la mejor idea para el vídeo", haciendo referencia a lo que soñó, y el vídeo finaliza

## Lista de canciones
Reino Unido – Sencillo en CD
| N.º | Título                                             | Duración |  |
| 1.  | «Rock That Body» (Radio Edit)                      | 3:58     |  |
| 2.  | «Meet Me Halfway» (will.i.am Meet Me At The Remix) | 5:49     |  |

E.P. Digital
| N.º | Título                                           | Duración |  |
| 1.  | «Imma Be» (Wolfgang Gartner Remix)               | 6:24     |  |
| 2.  | «Imma Be» (Danger Olympic Remix)                 | 4:31     |  |
| 3.  | «Imma Be» (Poet Name Life & DJ Ammo Remix)       | 4:42     |  |
| 4.  | «Rock That Body» (Skrillex Remix)                | 5:09     |  |
| 5.  | «Rock That Body» (Chris Lake Remix)              | 5:54     |  |
| 6.  | «Rock That Body» (apl.de.ap and DJ Replay Remix) | 5:54     |  |

## Posicionamiento en listas y certificaciones
| Lista (2009–10)                       | Mejor posición |
| ------------------------------------- | -------------- |
| Alemania (Media Control AG)           | 10             |
| Australia (ARIA)                      | 8              |
| Austria (Ö3 Austria Top 40)           | 7              |
| Bélgica (Flandes) (Ultratop 50)       | 4              |
| Bélgica (Valonia) (Ultratop 50)       | 5              |
| Canadá (Canadian Hot 100)             | 41             |
| República Checa (Rádio Top 100)       | 23             |
| Escocia (The Official Charts Company) | 11             |
| Eslovaquia (Rádio Top 100)            | 23             |
| España (Spanish Airplay Chart)        | 18             |
| Estados Unidos (Billboard Hot 100)    | 9              |
| Estados Unidos (Hot Dance Club Songs) | 5              |
| Estados Unidos (Mainstream Top 40)    | 12             |
| European Hot 100                      | 6              |
| Finlandia (OFC)                       | 19             |
| Francia (SNEP)                        | 7              |
| Irlanda (IRMA)                        | 9              |
| Israel (Media Forest)                 | 7              |
| Nueva Zelanda (Recorded Music NZ)     | 16             |
| Países Bajos (Dutch Top 40)           | 17             |
| Polonia (Dance Top 50)                | 13             |
| Reino Unido (UK Dance Chart)          | 1              |
| Reino Unido (UK Singles Chart)        | 11             |
| Suiza (Schweizer Hitparade)           | 27             |

| País          | Lista (2010)                    | Posición |
| ------------- | ------------------------------- | -------- |
| Bélgica       | Belgian Singles Chart (Valonia) | 25       |
| Unión Europea | European Hot 100 Singles        | 52       |

| País      | Organismo certificador | Certificación    | Ventas |
| --------- | ---------------------- | ---------------- | ------ |
| Australia | ARIA                   | Disco de Platino | 70.000 |
| Italia    | FIMI                   | Disco de Oro     | 15.000 |